# وانگن (زاکسن-آنهالت)
وانگن (به آلمانی: Wangen) یک منطقهٔ مسکونی در آلمان است که در مبری واقع شده‌است. وانگن ۵۳۸ نفر جمعیت دارد.